# Dorpsklanken
Dorpsklanken is de naam van de plaatselijke krant van Eelde-Paterswolde en omgeving.
Het blad met een betaalde oplage van circa vierduizend exemplaren wordt uitgegeven door Stichting De Eelder Dorpsgemeenschap en verzorgt sinds 1946 wekelijks de plaatselijke nieuwsvoorziening. De krant is geen huis-aan-huisblad, hoewel veel mensen dat wel denken. De verwarring vloeit waarschijnlijk voort uit het feit dat in Eelde-Paterswolde vrijwel elk huishouden op de krant is geabonneerd en dat er maandelijks een "grote krant" wordt uitgebracht. Deze uitgebreide editie verschijnt in een extra grote oplage van ongeveer twintigduizend stuks en wordt wel huis aan huis bezorgd.
Het (hoofd)redacteurschap werd lange tijd, van 1956 tot 1986, bekleed door Jan Pelleboer, bij het Nederlandse publiek beter bekend als weerman, maar in de regio ook bekend als krantenman. Van 2012 tot 2021 was Richard Aeilkema hoofdredacteur. Hij ging in de lokale politiek van de Gemeente Tynaarlo. Sindsdien is David Stolk hoofdredacteur.
De krant verschijnt elke woensdag.